# ديفيد هانكوك (لاعب كريكت)
ديفيد هانكوك (28 مارس 1940 في المملكة المتحدة - ) (بالإنجليزية: David Hancock)‏ هو لاعب كريكت بريطاني. لعب مع المقاطعات الوطنية للكريكيت الإنجليزي والويلزي ‏ ونادي مقاطعة ستافوردشاير للكريكت ‏.

## وصلات خارجية
- ديفيد هانكوك على موقع إي آس بي آن كريك إنفو (الإنجليزية)